# راجا راوی وارما
راجا راوی وارما کویل تُمپوران (مالایالامی: രാജാ രവിവർമ്മ، ۲۹آوریل ۱۸۴۸ – ۵ اکتبر ۱۹۰۶) نقاش و هنرمند هندی بود.

## حرفه هنری
وارما ابتدا توسط آیلیاما ثریونال که بعدها مهاراجه تراونکور شد حمایت می‌شد و سپس آموزش رسمی را آغاز کرد. او اساس نقاشی را درمادورای یاد گرفت. بعدها، نقاشی با آبرنگ را نزد راما سوای نایدو، و نقاشی رنگ روغن را نزد نقاش پرترهٔ دانمارکی تئودور جنسون تعلیم دید.
وارما پس از اینکه در سال ۱۸۷۳ در نمایشگاهی از نقاشی‌هایش در وین جایزه برند به‌طور گسترده تحسین شد. نقاشی‌های وارما به نمایشگاه جهانی کلمبیا که در سال ۱۸۹۳ در شیکاگو برگزار شده بود هم فرستاده شد و سه مدال طلا دریافت کرد. او برای یافتن سوژه به سراسر هندوستان سفر کرد.اغلب ایزدبانوان جنوب هند که به نظرش زنان زیبایی می‌رسیدند مدل نقاشی‌های او بودند.به راوی وارما به ویژه به خاطر نقاشی‌هایش که اپیزودهایی از داستان دوشیانتا و شکونتلا، و نالا و دامایانتی، از مهاباراتارا توصیف می‌کند اشاره شده‌است.تمثال‌های راوی وارما از شخصیت‌های اسطوره‌ای بخشی از تصوراتی شده‌است که هندی‌ها از اساطیر دارند.اواغلب به خاطر احساساتی و خیلی زرق و برق داربودن سبکش مورد انتقاد قرار گرفته‌است اما کارهایش در هندوستان بسیار مشهور هستند.بیشتر نقاشی‌های افسانه‌ای اش در قصر لامیکس ویلاس،ودودارو قرار دارد.

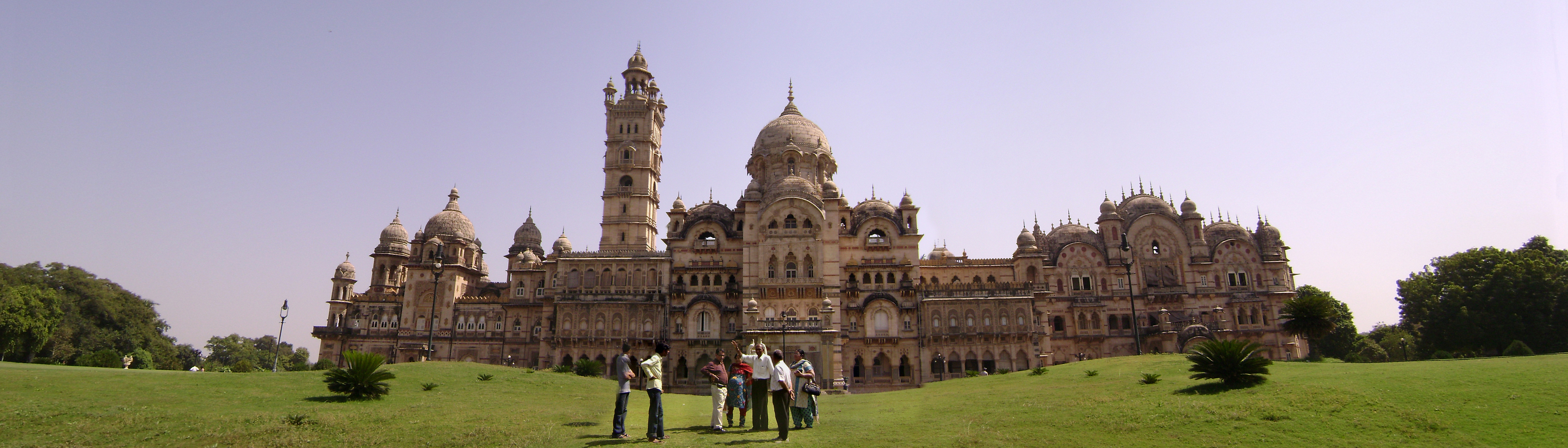
قصر لامیکس ویلاس،ودودارو

## الهام
چنان‌که در رمان «راجا راوی وارما» نوشته رانجیت دسای نقل شده‌است، زنی به نام سوگاندا بی الهام بخش راجی راوی وارما برای کشیدن خدایان و الهه‌ها به شکل انسان نقاشی کند. راجا راوی وارما زن زیبا را در معبد دید و ناگهان فکر کرد به او الهام شده‌است. سپس او طرحی از سوگاندا بی کشیده و به او هدیه کرد. سوگاندا بی جذب طراحی راجا شده و موافقت کرد برای کشیدن الهه‌های هندو در نقاشی‌های او مدل باشد.

## نگارخانه

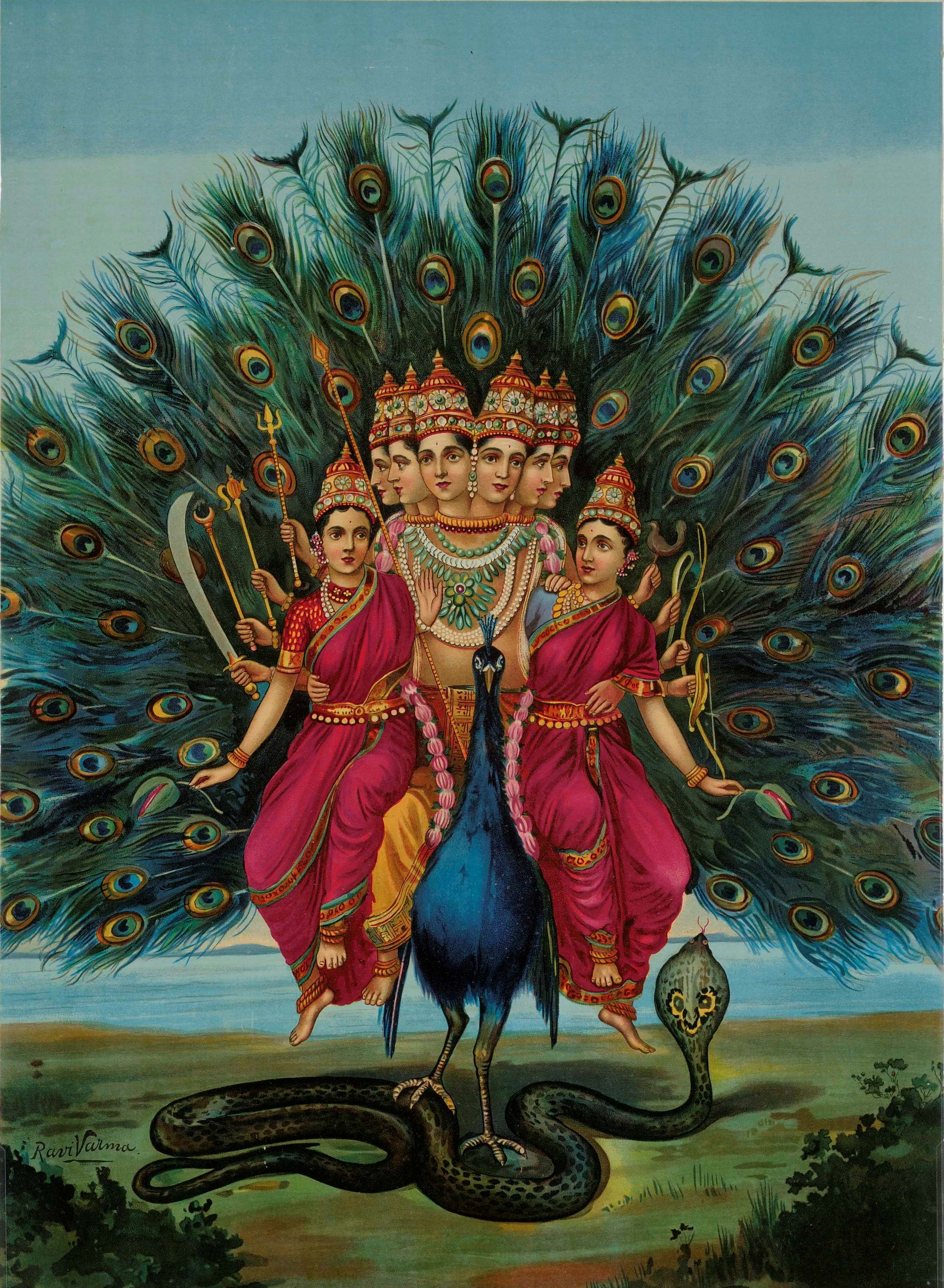
موروگان
سرسوتی
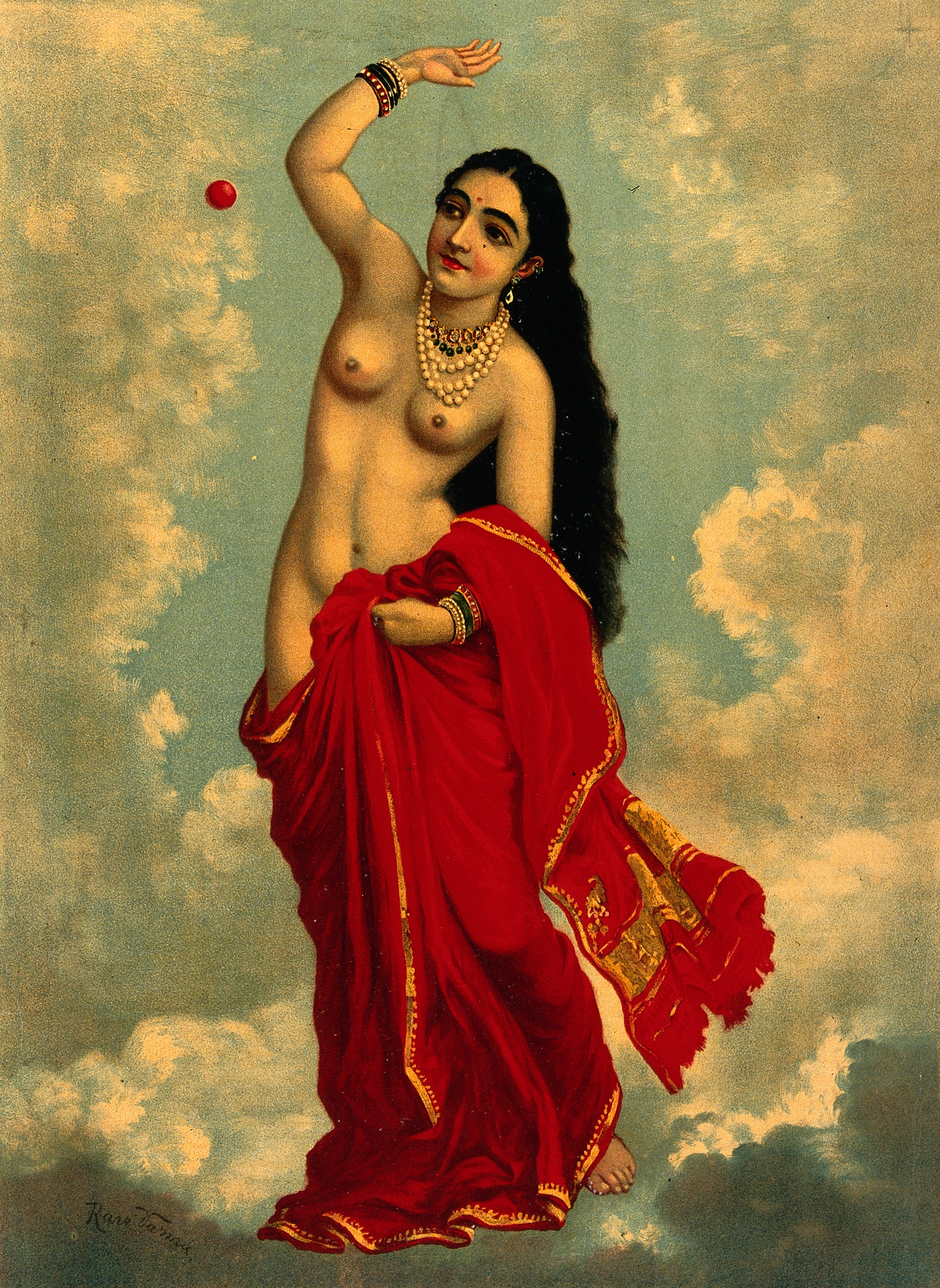
آپسرا
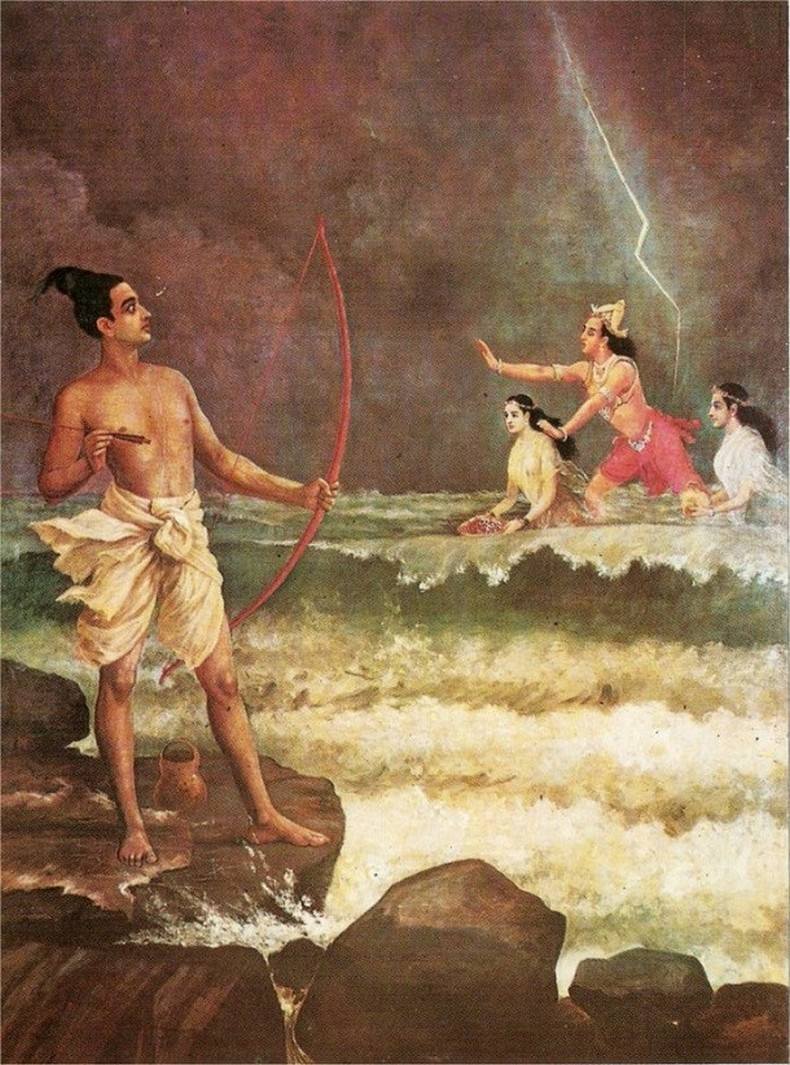
سری راما بر وارونا پیروز می‌شوداز رامایانا
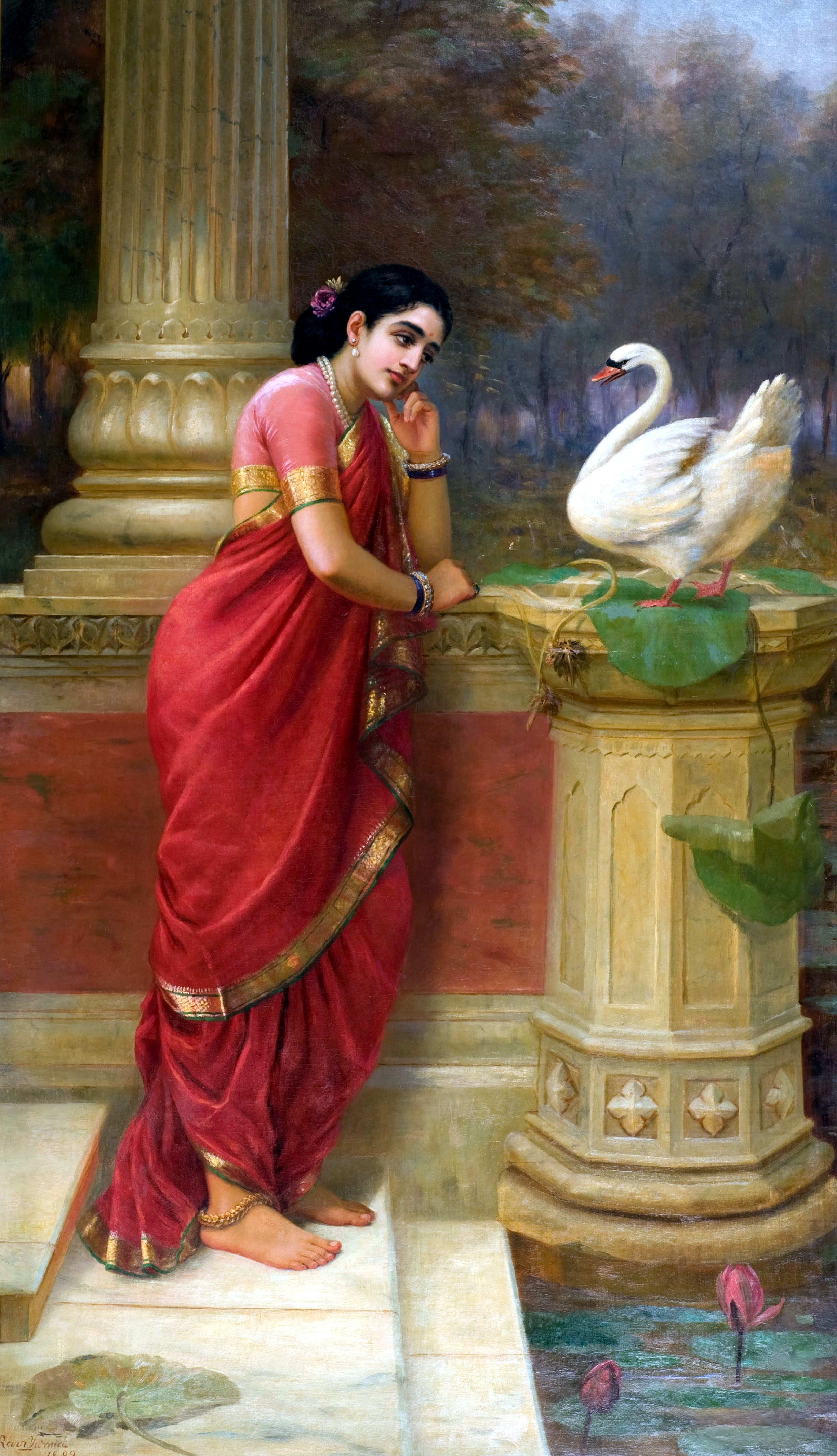
دامایانتی از ماهاباراتا
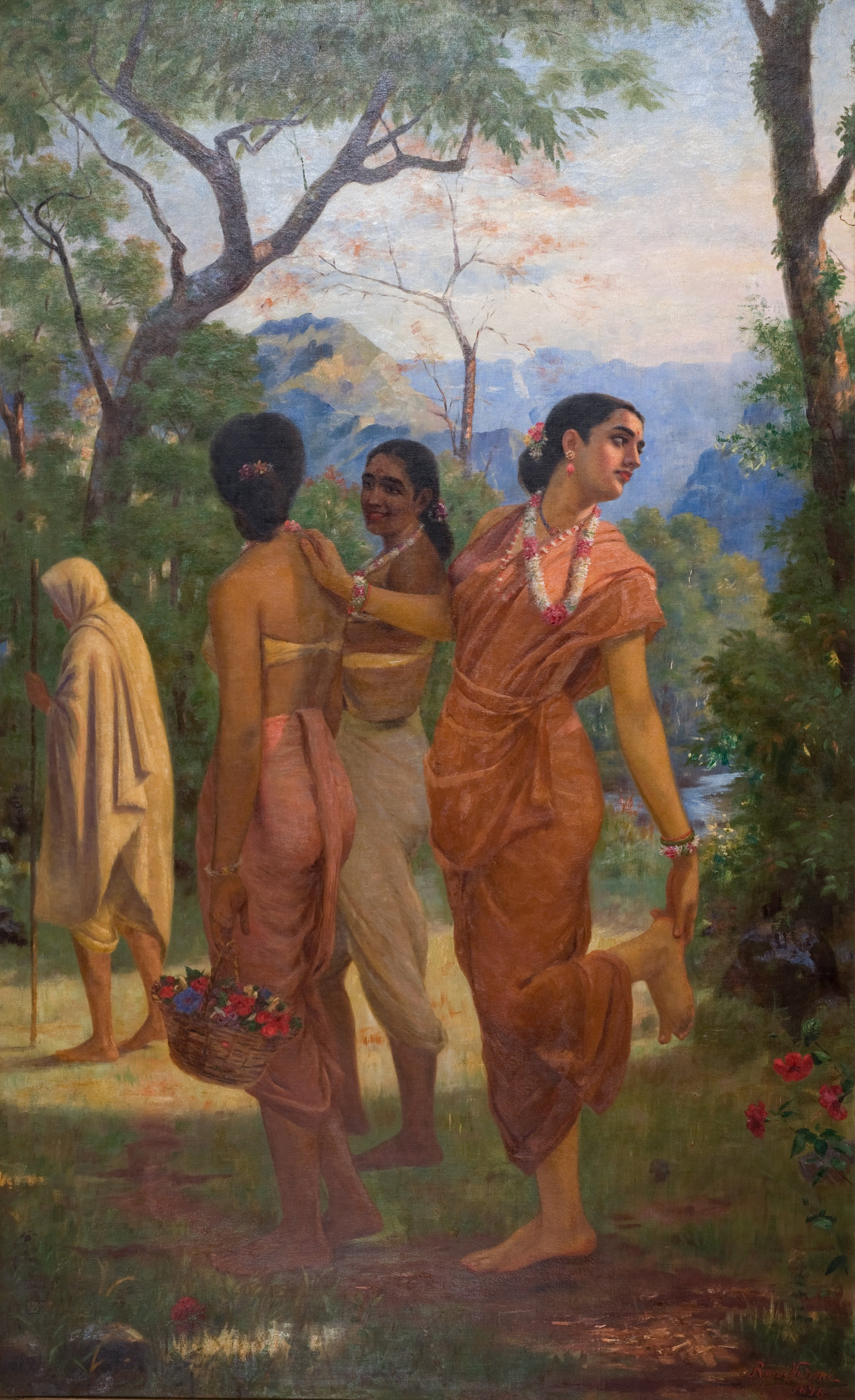
شکونتلا از ماهاباراتا
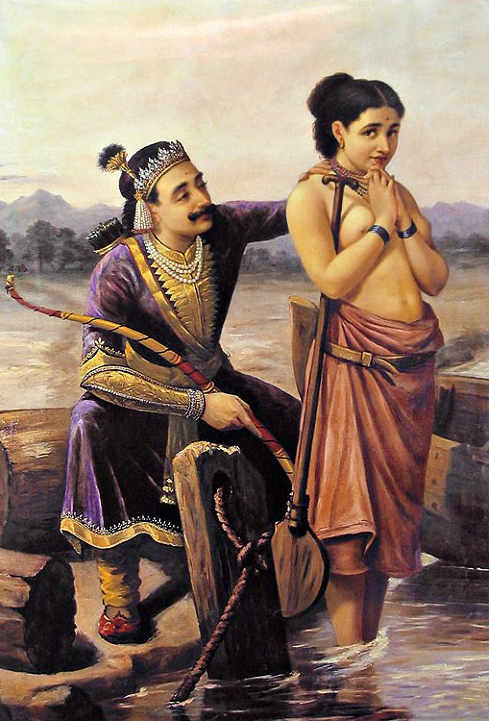
شانتو و شاتیاواتی از ماهاباراتا
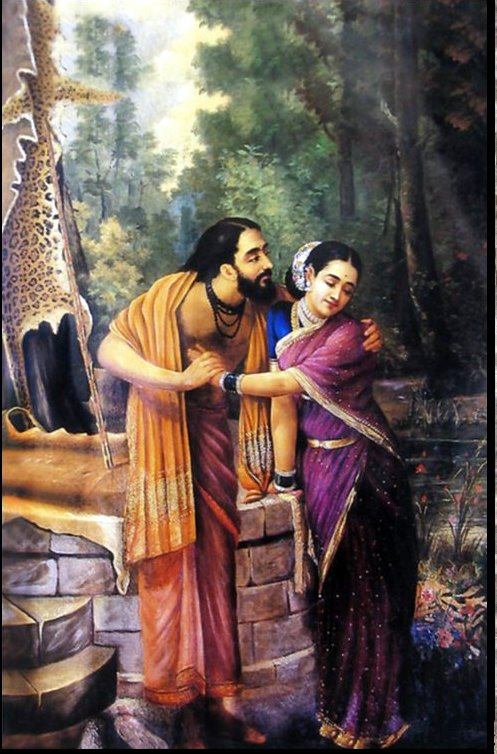
آرجونا و سوباهادرا از ماهاباراتا
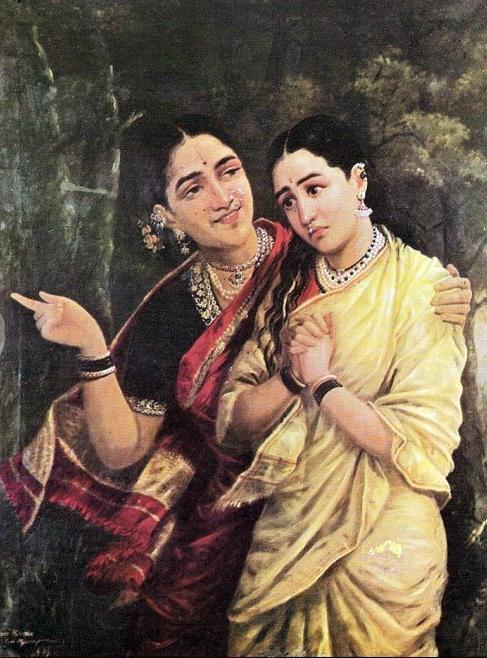
سیمهایکا و سایراندهاری
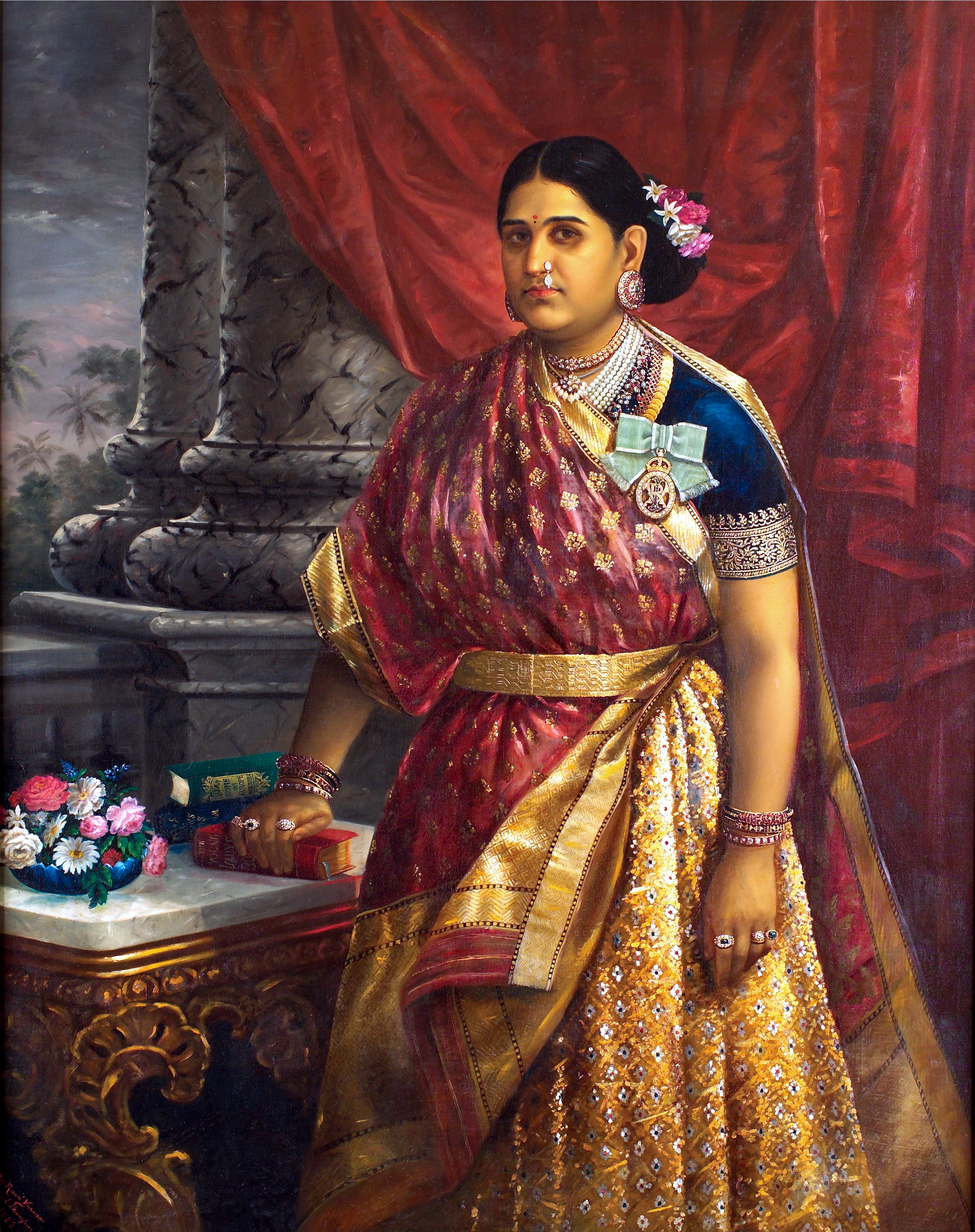
رانی بهارانی لاکشمی
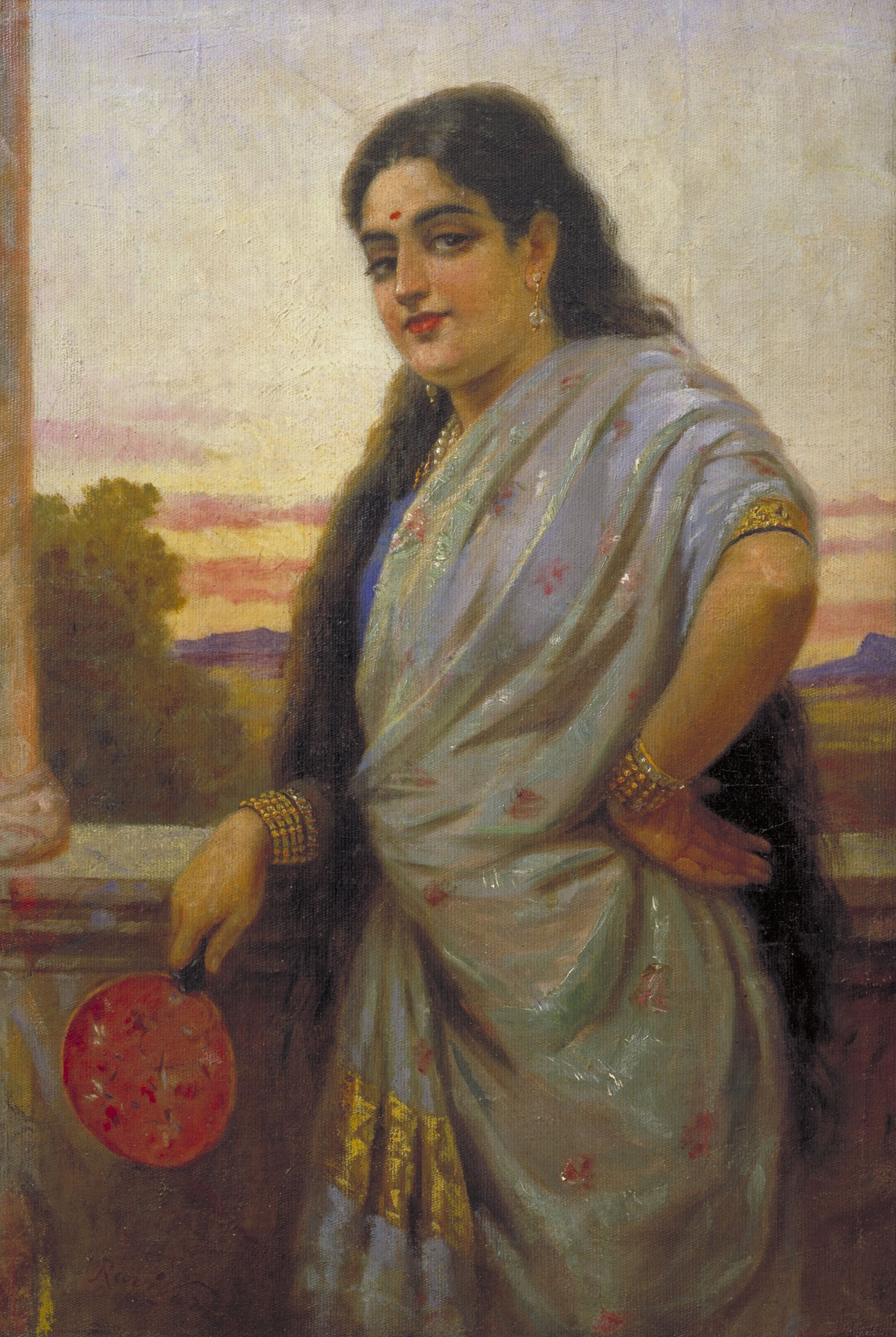
زنی با یک بادبزن
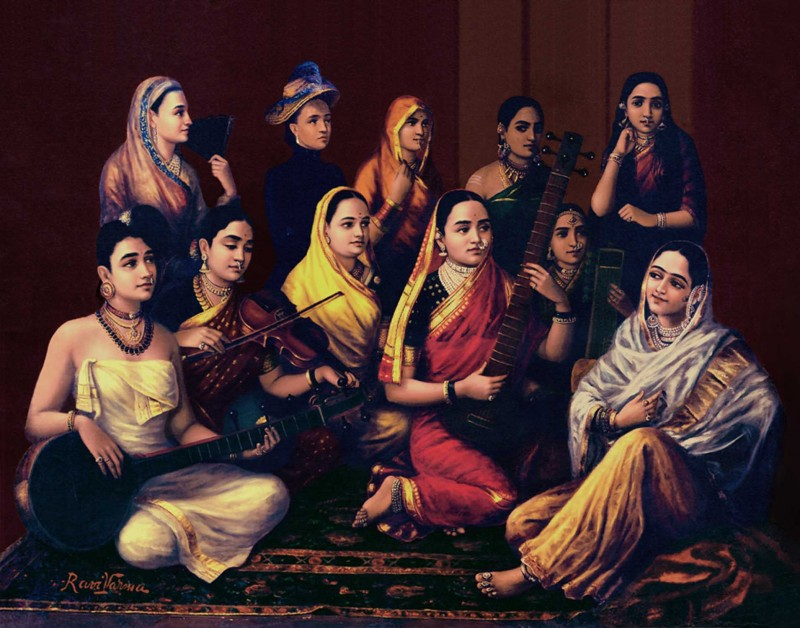
کهکشان موسیقیدان ها
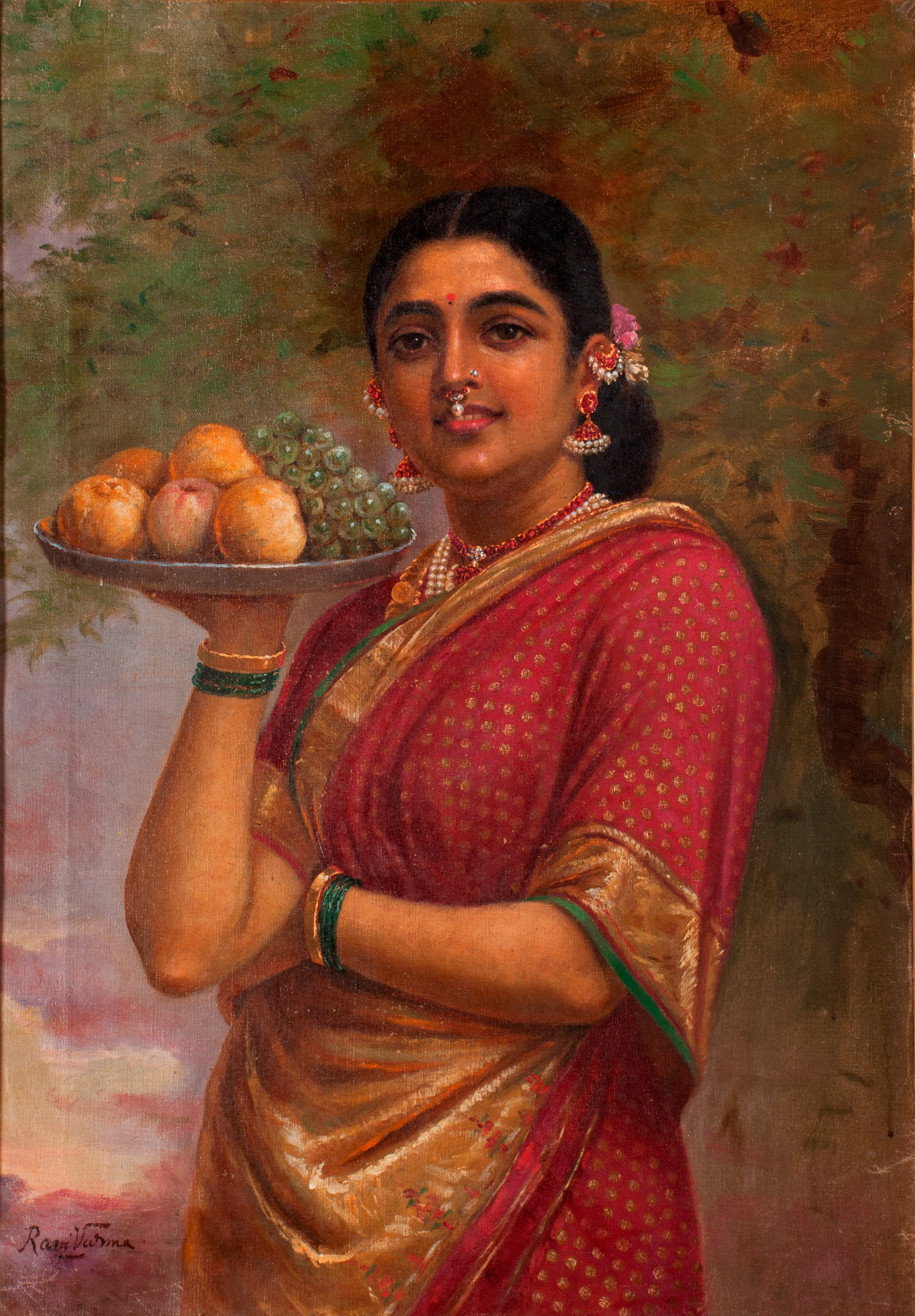
بانوی مهاراساترین
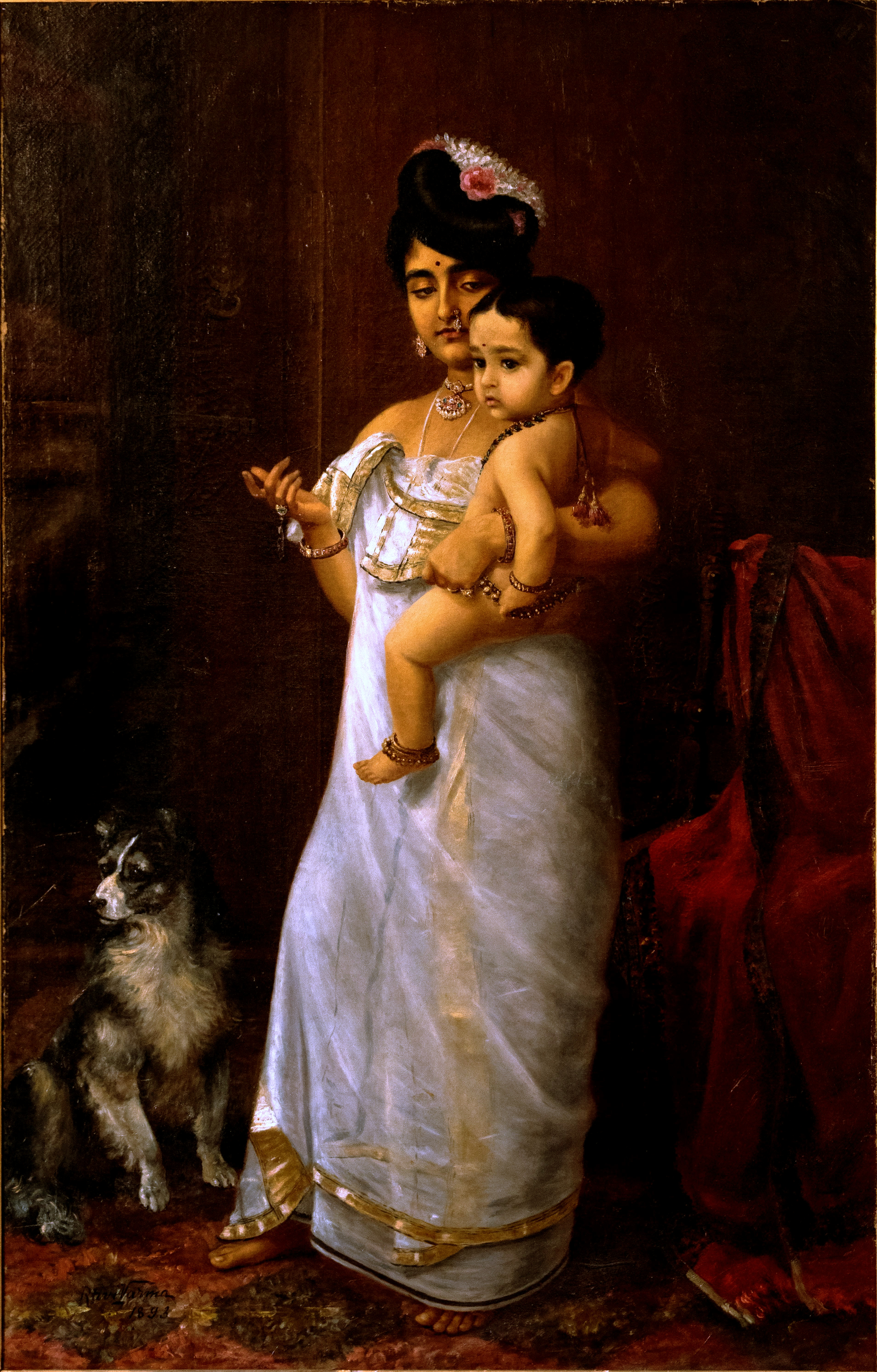
دختر وارما مهاپاراباها با دخترش
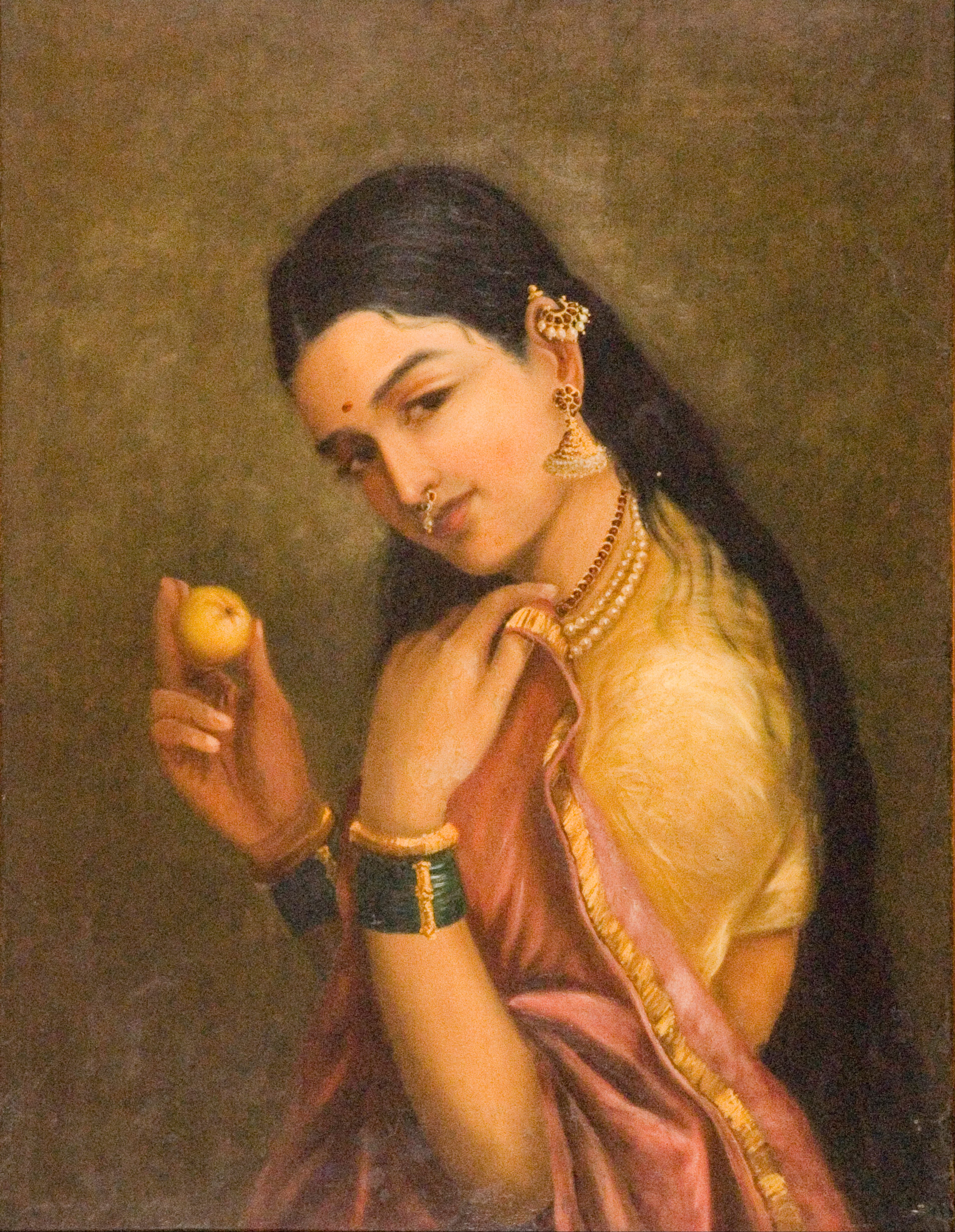
زنی با میوه‌ای در دست
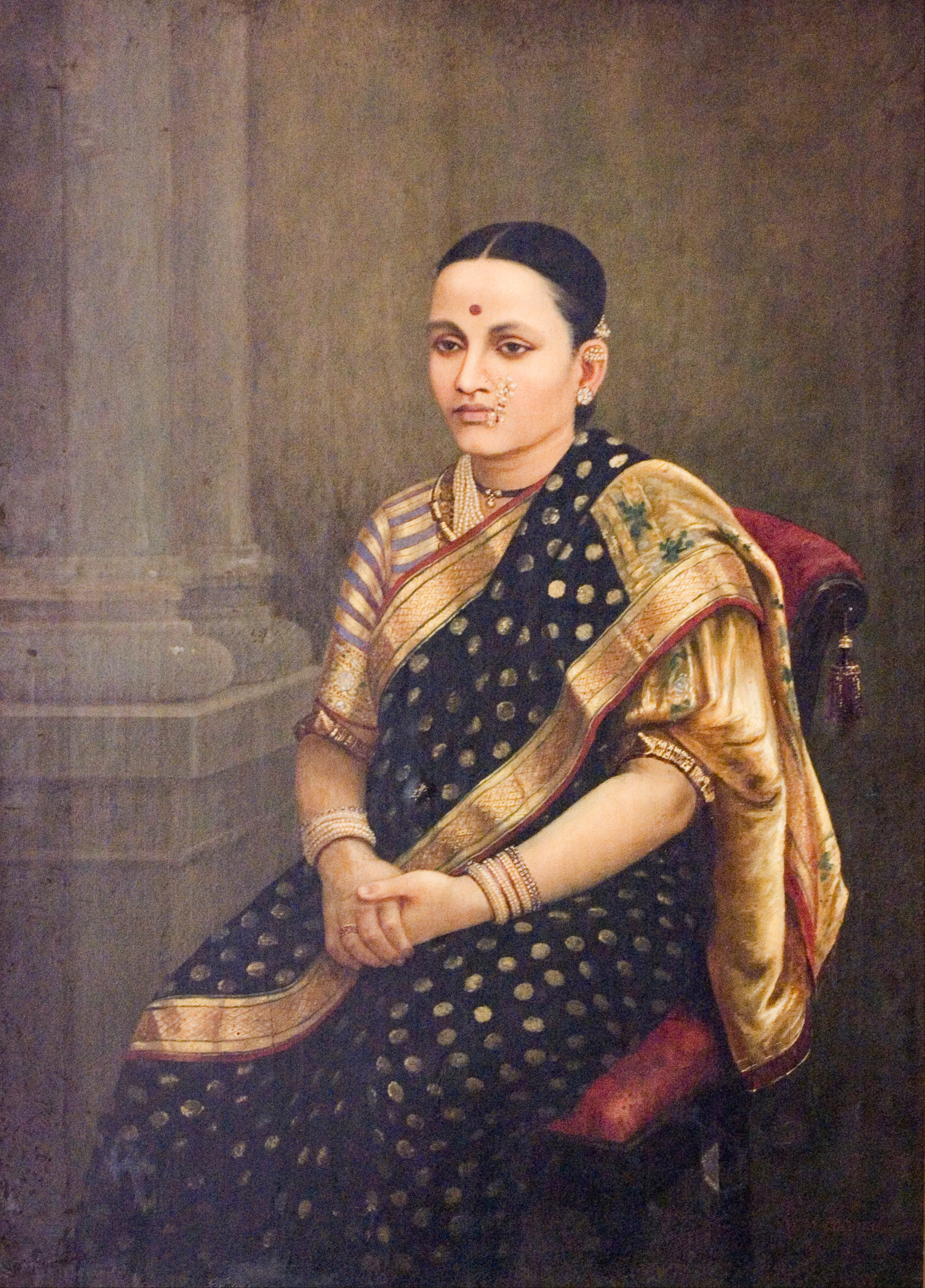
پرتره یک خانم
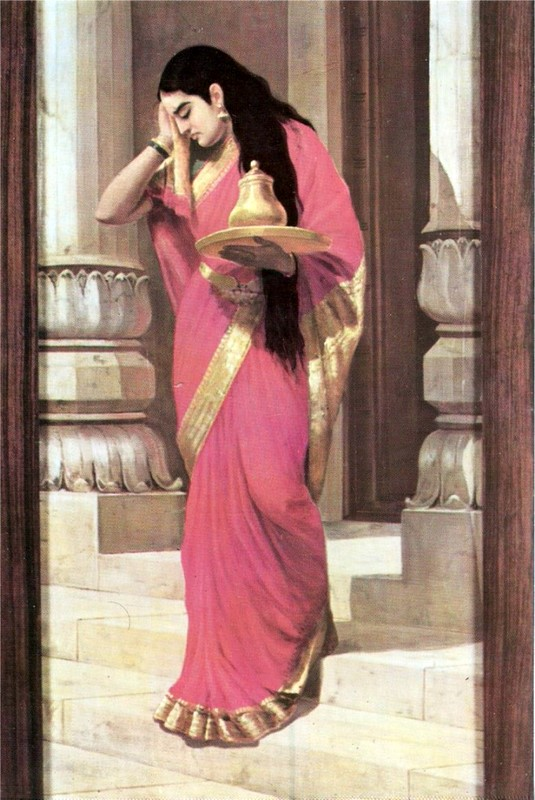
داروپادی
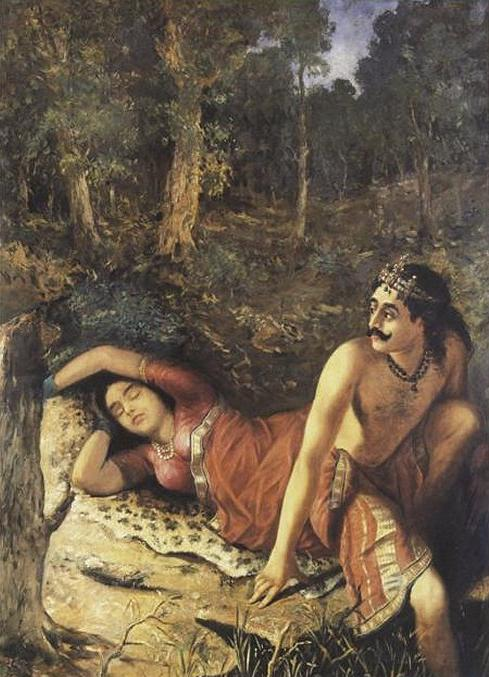
نالا